# مشعل بن عبد الله بن عبد العزيز آل سعود
مشعل بن عبد الله بن عبد العزيز آل سعود (1971 -) أمير منطقة مكة سابقاً، هو الابن السادس من أبناء الملك عبد الله بن عبد العزيز آل سعود. حصل على درجة البكالوريوس في العلوم السياسية من جامعة الملك سعود، كما حصل على دراسات عليا من المملكة المتحدة.

## مناصبه
- مدير لإدارة الحاسب الآلي بالحرس الوطني وذلك منذ 25 شعبان 1418هـ حتى عام 1424هـ.
- وزير مفوض على المرتبة الثالثة عشرة بوزارة الخارجية وذلك في تاريخ 22 شعبان 1424هـ،
- وزير مفوض بوزارة الخارجية على المرتبة الرابعة عشرة وذلك في 12 صفر 1427هـ.
- مستشار في الديوان الملكي السعودي.
- أمير منطقة نجران منذ 26 مارس 2009 الموافق 29 ربيع الأول 1430هـ.[2]، 22 إلى ديسمبر 2013
- أمير منطقة مكة المكرمة منذ 22 ديسمبر 2013 الموافق 19 صفر 1435 هـ.[1]، 29 إلى يناير  2015

## الأوسمة
- وسام الاستحقاق الايطالى بدرجة مسؤول كبير عام 2008م
- وسام تحرير الكويت 1412هـ
- نوط المعركة 1412هـ

## أسرته
والدته الأميرة تاضي بنت مشعان الجربا ابنة الشيخ مشعان بن فيصل الجربا العراقي، رحلَ لوثر شتاين إلى ديار شمر في العراق، والتقى بشيخ شمر هناك مشعان الفيصل، وألف كتابه "لوثر شتاين:رحلة إلى شيخ قبيلة شمر مشعان الفيصل الجربا سنة 1962م، وأخوها اللواء فيصل مشعان الفيصل، قائد في الجيش العراقي، وأحد إخوانها هو الشيخ أحمد بن مشعان بن فيصل الجربا وهو شيخ قبائل شمر في الكويت حالياً.

### أشقاؤه
- الأمير تركي بن عبد الله بن عبد العزيز آل سعود.
- الأمير محمد بن عبد الله بن عبد العزيز آل سعود. متزوج من الأميرة نوف بنت نايف بن عبد العزيز آل سعود.
- الأميرة عريب بنت عبد الله بن عبد العزيز آل سعود. مطلقة من الأمير سعود بن مشعل بن عبد العزيز آل سعود، ومتزوجة من الأمير سلمان بن عبد العزيز بن سلمان بن محمد آل سعود.
- الأميرة الهنوف بنت عبد الله بن عبد العزيز آل سعود. متزوجة من الأمير نواف بن سلطان بن عبد العزيز آل سعود.
- الأمير ماجد بن عبد الله بن عبد العزيز آل سعود.
- الأمير مشهور بن عبد الله بن عبد العزيز آل سعود.

### أسرته
1. كان متزوج من الأميرة لولوة بنت نواف بن محمد بن عبد الله بن عبد الرحمن آل سعود.[6]
2. كان متزوج من الأميرة نوف بنت بندر بن عبد الله بن محمد بن سعود الكبير آل سعود، وله من البنات:
  1. الأميرة صيتة بنت مشعل بن عبد الله بن عبد العزيز آل سعود (مواليد 1 سبتمبر 2014).
  2. الأميرة مشاعل بنت مشعل بن عبد الله بن عبد العزيز آل سعود (مواليد 1 سبتمبر 2014).